# Ophiacantha marsupialis
Ophiacantha marsupialis är en ormstjärneart som beskrevs av George Richard Lyman 1875. Ophiacantha marsupialis ingår i släktet Ophiacantha och familjen knotterormstjärnor. Inga underarter finns listade i Catalogue of Life.